# Mohini Bhardwaj
Pour les articles homonymes, voir Bhardwaj.
Mohini Bhardwaj est une gymnaste artistique américaine née le 29 septembre 1978 à Philadelphie.

## Biographie
Sa mère est une Russe de New York, professeur de yoga, convertie à l'hindouisme, mariée à un Indien.
Lors des Jeux olympiques d'été de 2004 se tenant à Athènes, elle remporte la médaille d'argent dans l'épreuve du concours par équipes en compagnie de ses coéquipières Annia Hatch, Terin Humphrey, Courtney Kupets, Courtney McCool et Carly Patterson. Elle remporte également la médaille de bronze dans la même épreuve avec l'équipe américaine lors des Championnats du monde de 2001.